# Temple réformé de Vienne (Autriche)

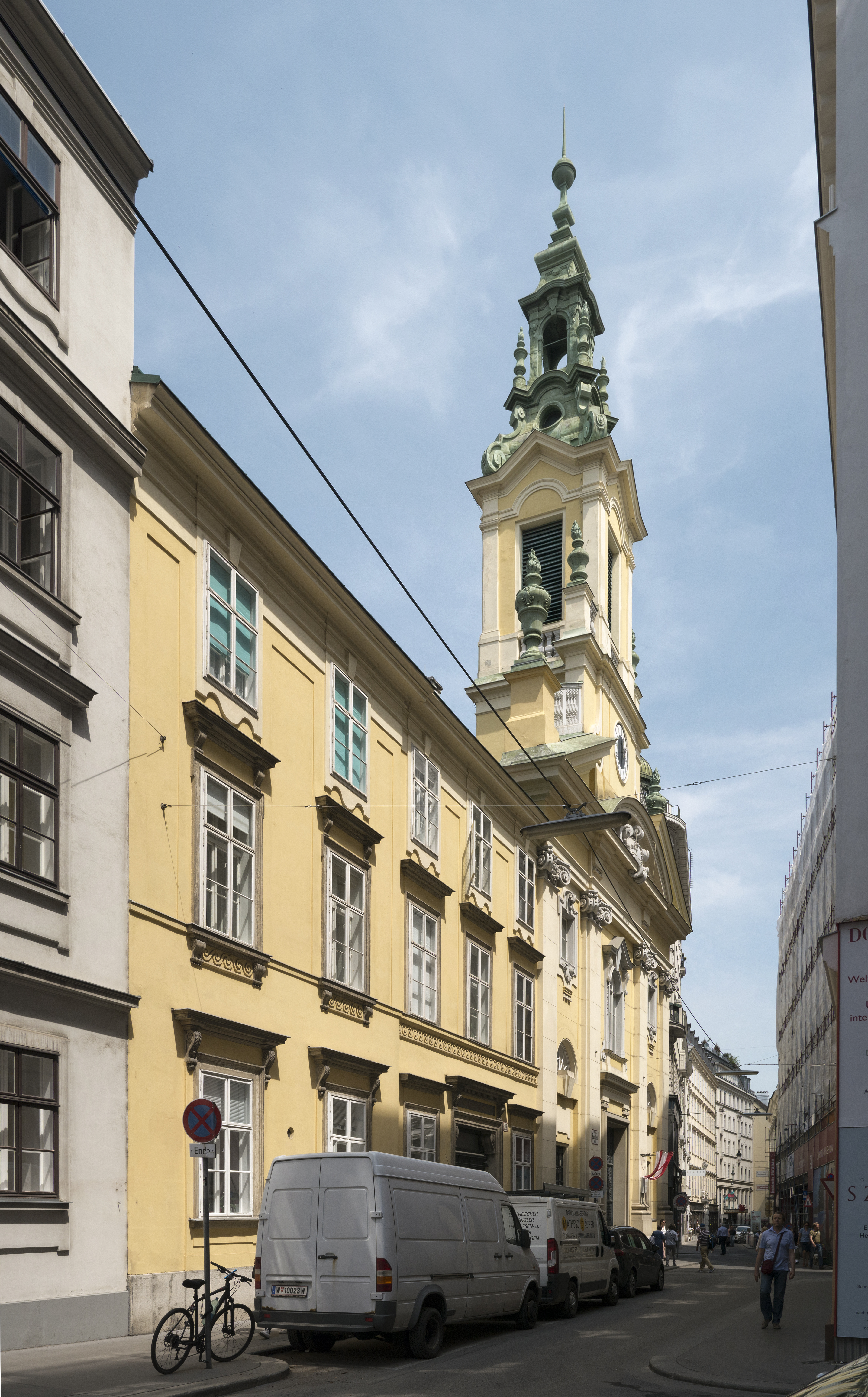
Presbytère et façade principale du temple réformé sur la Dorotheergasse

Le temple réformé de la ville est un bâtiment de l'Église réformée autrichienne de confession helvétique dans le centre-ville de Vienne.
Située à l'angle d'un pâté de maisons de la vieille ville, l'église et le presbytère attenant ont été construits, en 1782, pour la paroisse réformée viennoise, à la suite de la publication de l'édit de tolérance de l'Empereur Joseph II. L'architecte  de ces édifices néoclassiques bâtis sur le site d'un monastère abandonné, est Gottlieb Nigelli . Lors d'une transformation réalisée en 1887, l'édifice est doté d'une façade néo-baroque avec une tour unique. Respectant à la lettre le Deuxième Commandement, l'intérieur du temple est dépourvu de tableaux.
Outre deux paroisses de confessions helvétiques, ce bâtiment sert de lieu de culte à plusieurs communautés non germanophones. Il est classé monument historique.

## Administration de la paroisse

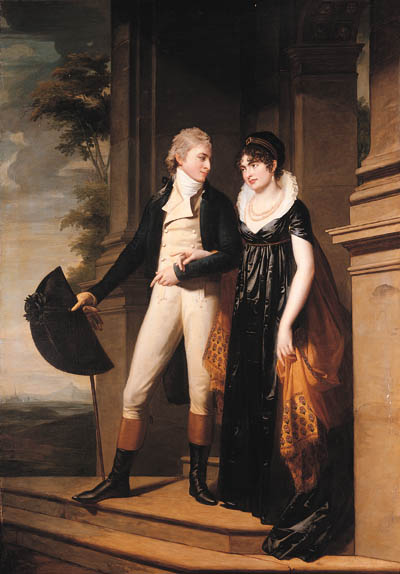
Le leader communautaire Moritz von Fries et son épouse Maria Theresia Josepha. Peinture de Jean-Laurent Mosnier (vers 1801)

Depuis sa fondation en 1782 jusqu'en 1861, la paroisse réformée de Vienne a été dirigée par un conseil d'administration de quatre personnes. Parmi les administrateurs les plus célèbres, on peut citer le banquier Johann von Fries, son fils Moritz von Fries et le philologue et réformateur scolaire Hermann Bonitz.
En 1861, un conseil presbytéral prend la place du conseil d'administration. Jusqu'à la Première Guerre mondiale, ce sont principalement deux naturalistes suisses qui ont façonné la vie communautaire : Johann Jakob von Tschudi de 1874 à 1883 et Karl Brunner-von Wattenwyl, qui a mené les transformations de 1887. Au début du XIXe siècle, plusieurs membres de la famille d'entrepreneurs rhénans Schoeller ont siégé à ce conseil. Parmi eux : Alexander von Schoeller, puis Gustav Adolph von Schoeller, suivi de Philipp von Schoeller, qui servit comme pasteur de 1889 à 1915. En 1919, Paul Eduard von Schoeller, est élu au conseil presbytéral.
De 2005 à 2017, le Docteur Peter Duschet, spécialiste des maladies cutanées et vénériennes dirigeait le conseil. Gabriele Jandrasits en est la présidente depuis 2017.

## Architecture

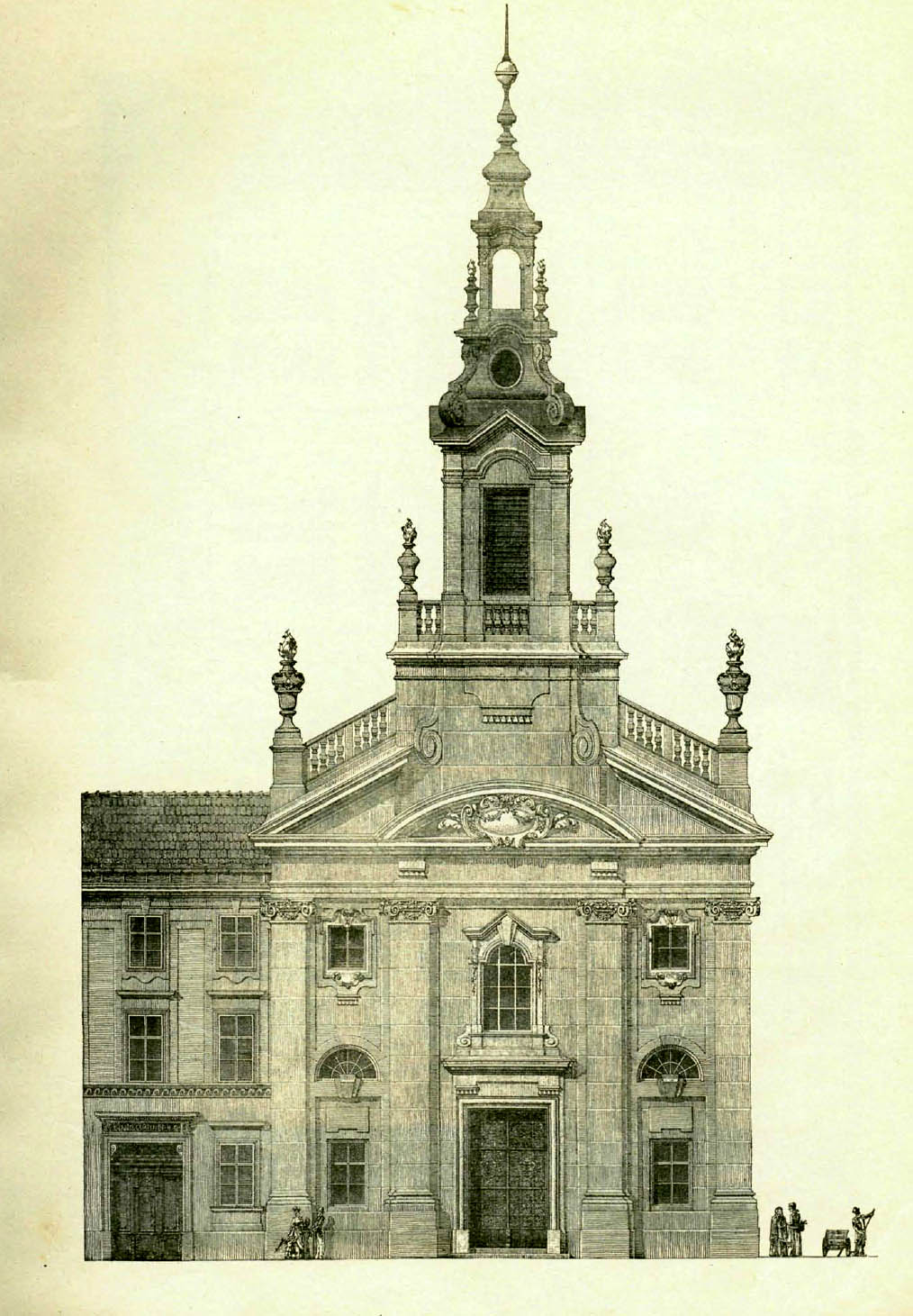
Projet de l'architecte Ignaz Sowinski pour la nouvelle façade principale
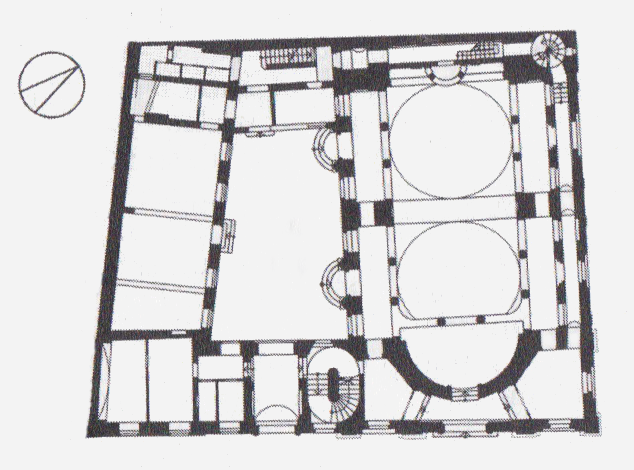
Plan du rez-de-chaussée : la salle principale de l'église à droite, le presbytère à gauche
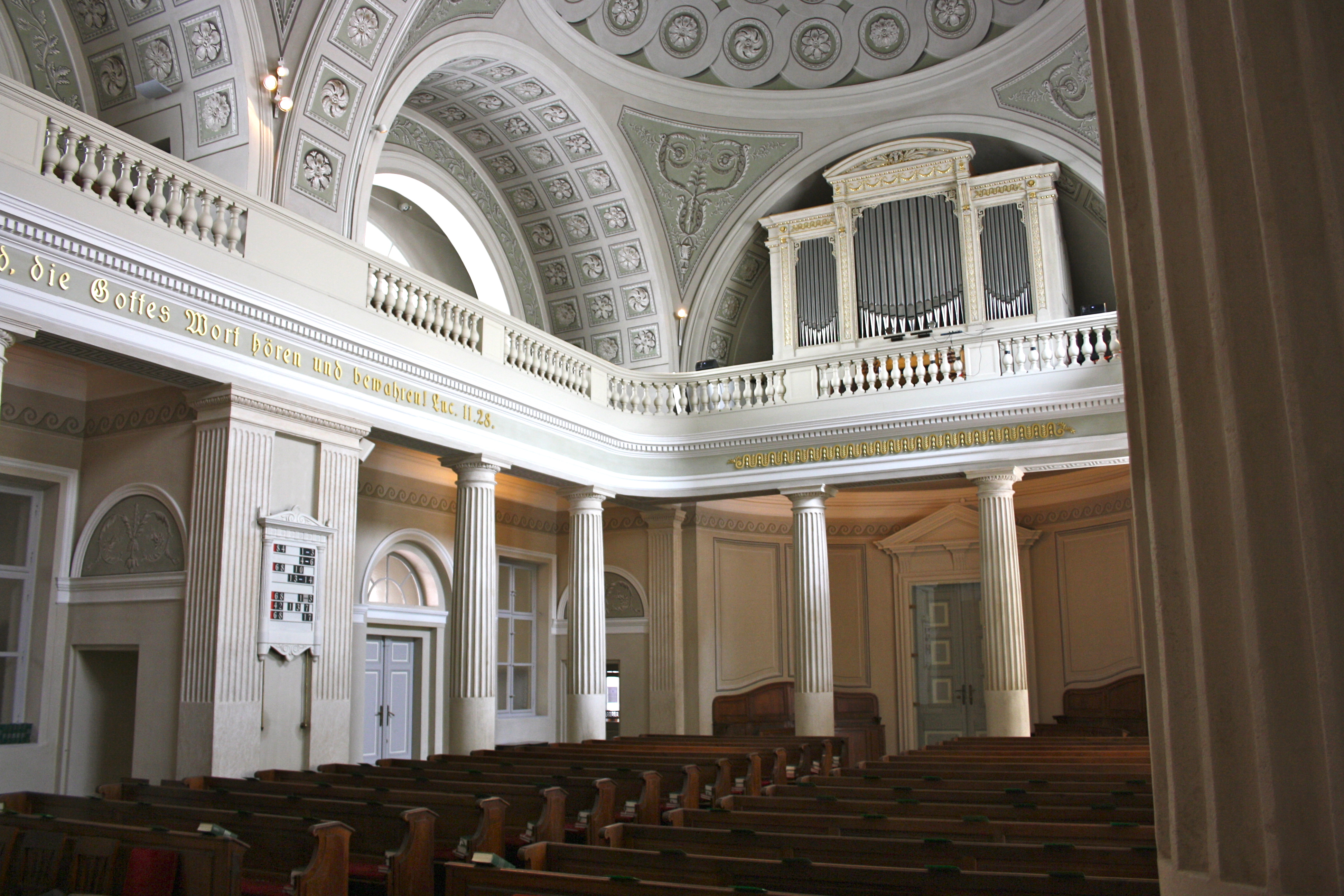
Intérieur de l'église réformée de la ville

## Mobilier

### Chaire, table de communion et bancs d'église

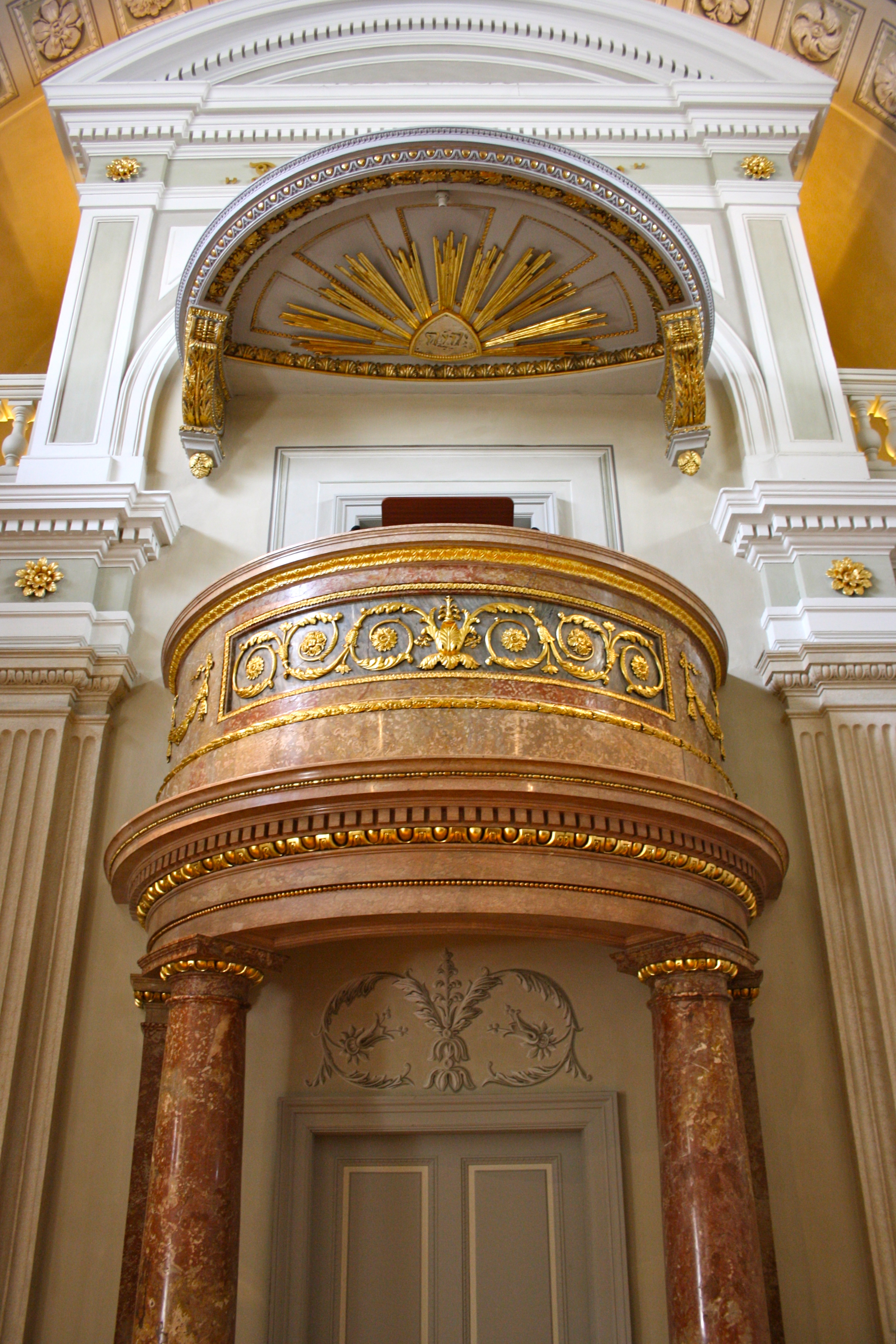
Chaire du temple réformé

La position centrale de la chaire, dirigée vers les bancs où s'assied les fidèles, dénote de l'importance du sermon dans la liturgie : le sermon est au centre du culte. La chaire semi-circulaire date de 1774. Elle est supportée par des colonnes toscanes et des pilastres de marbre rougeâtre.
La table de communion sous la chaire est une table en bois avec un plateau en marbre rougeâtre. Il est orné de festons et de volutes dorés.
Les bancs en bois et les chaises du pasteur datent de 1784. Conformément à la tradition réformée qui n'envisage pas de s'agenouiller pendant l'office, les bancs de ce temple sont dépourvus de prie-dieu. Les chaises destinées aux membres du conseil presbytéral sont disposées de part et d'autre de la table de communion et sont séparées du reste de la nef par des balustrades.

### Cloches
Les trois cloches du clocher datent de 1979. Elles sont accordées selon l'accord mineur do mib sol. Ils portent les inscriptions suivantes :
- Post tenebras lux
- Je n'ai pas honte de l'évangile de Christ, car c'est la puissance de Dieu qui sauve tous ceux qui y croient.
- Si Deus pro nobis, quis contra nos.

### Orgue
L'orgue actuel est l'œuvre du facteur d'orgues viennois Herbert Gollini de 1974 qui a conservé a conservé le buffet néoclassique de l'orgue Jahn (1929) et a continué à utiliser ses tuyaux .Il s'agit d'un orgue mécanique à tiroirs. Il possède 25 jeux d'orgue répartis sur deux claviers et un pédalier.

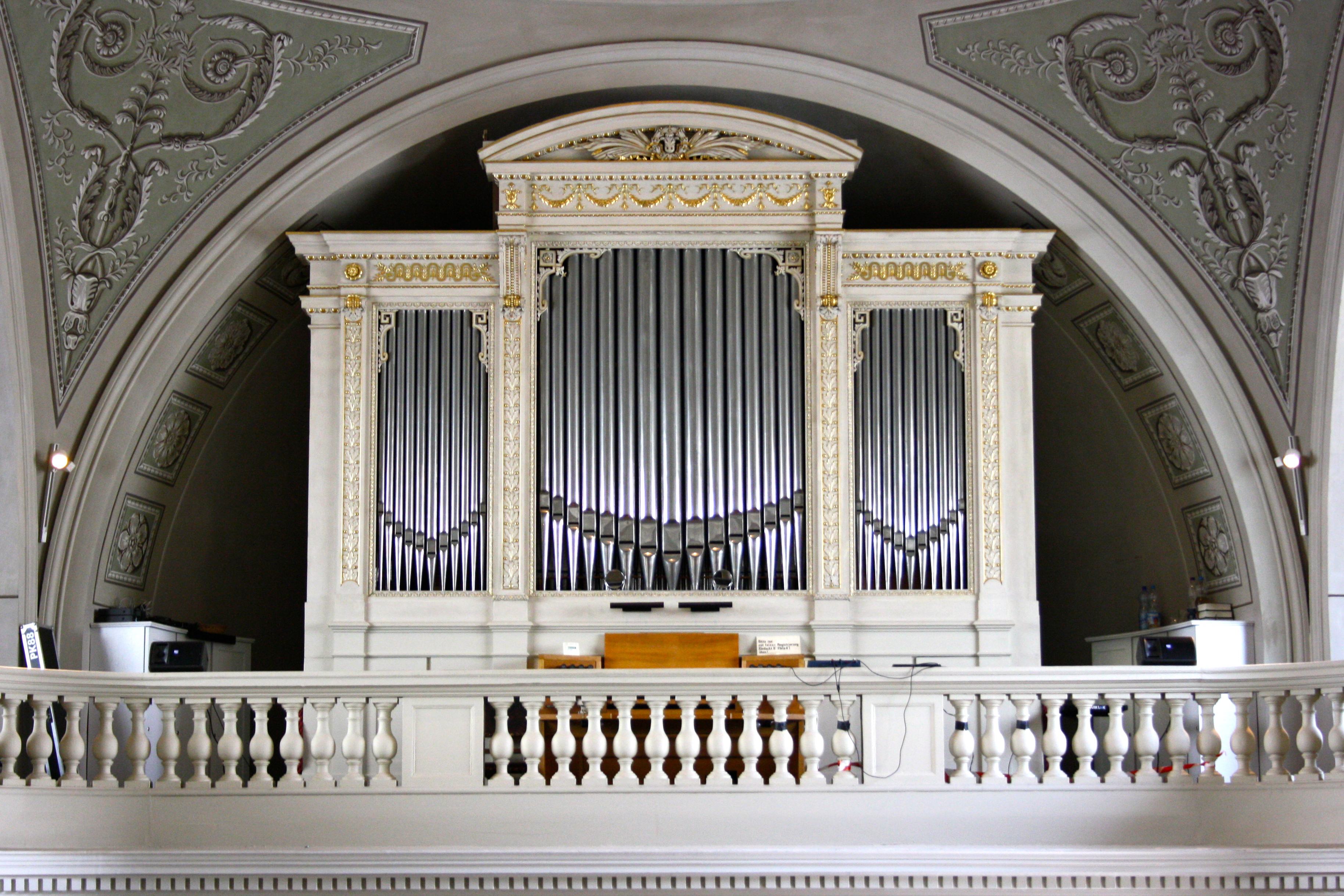
Orgue Gollini de l'église réformée de la ville

Les personnalités employées comme organistes dans l'église réformée de la ville comprennent Wilhelm Karl Rust (1819-1827), Ignaz Lachner (1827-1831), Benedict Randhartinger (1831-1835), Gottfried Preyer (1835-1841) et Eugen Gmeiner (de 1949 à 1956).